# Gainbridge Fieldhouse

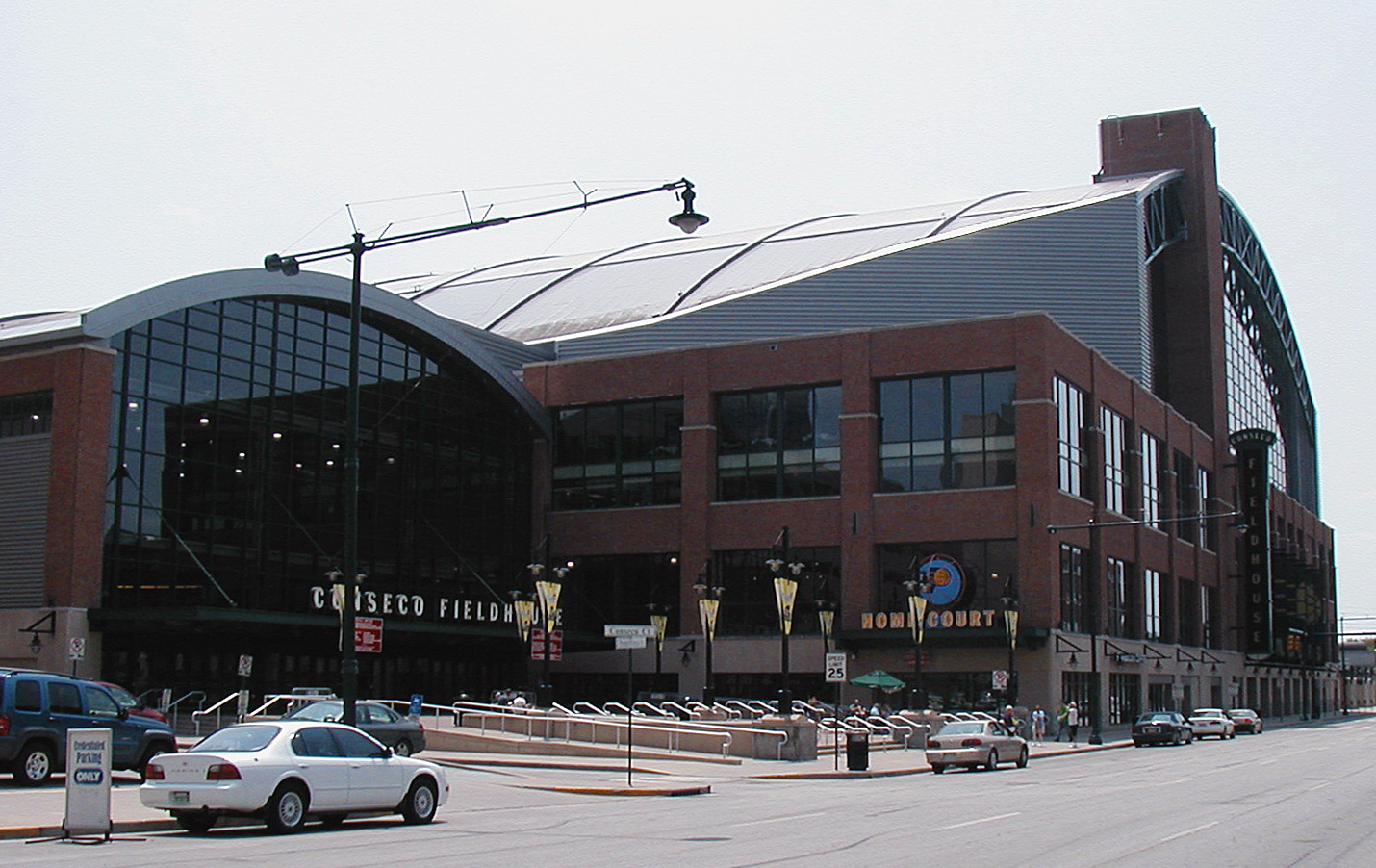
Gainbridge Fieldhouse.

Gainbridge Fieldhouse, tidigare kallad Conseco Fieldhouse och Bankers Life Fieldhouse, är en idrottsarena i Indianapolis i Indiana i USA. Arenan är hemmaarena för NBA-klubben Indiana Pacers samt för WNBA-klubben Indiana Fever. Vid basketmatcher har den kapacitet för 18 165 åskådare.
Bygget av arenan påbörjades den 22 juli 1997 och stod färdigt för Indiana Pacers att flytta in den 6 november 1999. Bygget kostade sammanlagt cirka 183 miljoner dollar.